# Snooker
A sznúker, angol névalakban snooker, bizonyos nyelvekben sznúker biliárd a biliárdjátékok egy fajtája, melyet általában egy zöld posztóval bevont asztalon játszanak. Az asztalon hat darab zseb található, ezek közül négy az asztal négy sarkában, kettő pedig az asztal két hosszanti oldalának felénél.
A szabványos sznúkerasztal általában nagyjából 3,6x1,8 méter (angolszász mértékegységekkel számolva tizenkétszer hat láb), minimális eltérések azonban előfordulhatnak. Az asztalon lévő posztó befolyásolhatja a golyó sebességét, attól függően, hogy felfelé vagy lefelé történik a lökés az asztalon, a posztó apró sörtéi miatt.
Az asztalon történő lökések a dákó segítségével zajlanak, amely egy hosszabb, fából készült eszköz, a végén egy vékony, bőrből készült felülettel, amely a golyóval történő minél jobb kapcsolatot hivatott biztosítani. A dákóhoz tartozhatnak különböző segédeszközök is az asztal nagysága miatt, ha a játékos nem ér be az asztal egy pontjára, ilyenek a különböző méretű hosszabbítók, az iksz vagy a pók. A felszereléshez tartozik továbbá a huszonkét golyó, amelyek különböző pontértékkel bírnak, kivéve a fehéret, amellyel a többi biliárdjátékhoz hasonlóan a lökés történik. A fehéren kívül az asztalon található tizenöt piros golyó egy pont értékben, majd az úgynevezett színes golyók (6 db) kettőtől hétig terjedő pontértékkel, a következő sorrendben: sárga, zöld, barna, kék, rózsaszín és a fekete.
Egy mérkőzés két játékos vagy ritkább esetben két csapat között tornától függően különböző számú frame-re oszlik, amely a magyar játszma vagy menet szónak felel meg, azonban a magyar sportnyelvezetben is inkább az angol szavak maradtak használatban a sznúkert illetően. Egy frame a kezdő lökéstől a fekete golyó eltevéséig tart. Aki a több frame-et nyeri, az a mérkőzés győztese. A komolyabb nemzetközi versenyek mind pénzdíjasok, a világelitbe tartozó játékosok multimilliomosnak mondhatják magukat.
A sportág történetét illetően a legelfogadottabb nézőpont az, hogy a feltalálása az angol haditengerészet tisztjeihez köthető. Emiatt van az is, hogy a sznúker leginkább a Brit Nemzetközösségben és a korábbi angol gyarmatokon, így például Indiában a legnépszerűbb. Az egyetlen kivétel ez alól Kína, ahol a sportág egyre népszerűbb, jelenleg is számos kínai található a világ legjobb száz játékosa között, ezen kívül egyre több pontszerző tornát is rendeznek az országban.

## Története
A biliárdjátékok őse a 15. századtól játszott, mára eltűnt pall-mall.
A ma ismert és népszerű változat kifejlesztése technikai újításokkal függ szorosan össze. Az egyik mérföldkő a dákó továbbfejlesztése volt 1800 körül, mely 1807-ben egy bőrrel bevont véget kapott. Ezenkívül 1827-ben az asztal faanyagát egy palalemezre cserélték és 1835-től gyapjúvászon helyett gumival töltötték meg a szegélyeket. A továbbiakban rögzítették azon asztal méretét, melyen az angol biliárdot játszották.
A snookert 1875-ben (feltehetőleg április 17-én) a brit gyarmati hadsereg tisztjei az indiai Nilgiri-hegység Ootacamund helység Ooty Club nevű klubjában találták fel. Akkor az ún. Black Pool volt az elterjedt játékmód, melyet 15 piros és egy fekete golyóval játszottak, akárcsak az angol biliárdot. A hagyományok következtében Sir Neville Chamberlain egy angol biliárdasztalon kísérletezett egy olyan variánssal, mely a 15 vörös és egy fekete golyó mellett továbbiakat tartalmazott. Az így létrejövő "snooker-pool" első formájában 15 vörös, továbbá egy-egy fekete, rózsaszínű, zöld és sárga golyót tartalmazott, az alapfelállás pedig az angol biliárdéból már ismert volt. Később módosították a játékot, bevezették a barna és a kék golyókat.
John Roberts Jr.-nak, az angol biliárd kiemelkedő korabeli játékosának tetszett az új verzió és 1885-ben Angliában nyilvánosan bemutatta azt. A snooker még a 20. század nagy részében is az angol biliárd dominanciája ellen harcolt, míg végül elfogadottá vált. További probléma volt, hogy nem léteztek egységesen elfogadott szabályok. Nagy-Britanniában 1908 és 1919 között két szervezet létezett különböző szabályzatokkal.
Miután a Billiards Association 1900. december 11-én Londonban megjelentette az első érvényes szabálykönyvet, 1919 júniusáig tartott, mire a barna és a kék golyó végleg a játék részévé váltak.
Joe Davis az 1950-es években a játék visszaszorulásától tartott és 1959-ben javasolta egy narancs és egy lila színű golyó felvételét és ezzel a színes golyók számának nyolcra emelését (Snooker Plus), ezzel a lehetséges legmagasabb break 201-re növekedett volna. Ez a változat azonban nem terjedt el.
A snooker név a hadsereg újoncainak lekezelő elnevezéséből származik. A sportban először valószínűleg az angol Neville Bowses Chamberlain tiszt alkalmazta egyik játékostársára, aki a golyót véletlenül vagy szándékosan úgy helyezte, hogy nem tudta azt megjátszani. A hadsereg fogalomjegyzéke hatással volt erre a sportágra, ezt az is mutatja, hogy a golyó lyukba juttatását a szaknyelv scratchnek nevezi.
Az első profi bajnokságokat 1927-ben Joe Davis sugalmazására játszották le. Davis nyerte a tornát és minden további világbajnokságot egészen 1946-ig, amikortól már nem vett részt tovább ezeken. Ezzel Davis egyetlen világbajnokságon elszenvedett vereség nélkül fejezte be. Az első amatőr világbajnokságokat 1963-ban Indiában rendezték és 1984 óta játsszák le évente.
1969-ben a BBC olyan sportágat keresett, mely alacsony költségek mellett a frissen bevezetett színes televíziók előnyeit különösen kidomborítja. Végül a Pot Black snookerkupát indították el ebből a célból, melyet először 1969 július 23-án sugároztak. A snooker ekkor komoly népszerűségre tett szert, később más bajnokságokat is közvetíteni kezdtek. Nagy-Britanniában ma a futball mellett a snooker a legnézettebb sport. Az 1985-ös Steve Davis és Dennis Taylor közötti világbajnoki döntő történelmet írt, éjfél után 18 millió néző követte a mérkőzést. A mai napig ez a Nagy-Britanniában mért legnézettebb sportközvetítés.

## Szabályok

### A kezdőhelyzet

Snooker-asztal arányos rajza

Kezdéskor a mérkőzésvezető az ábrán látható módon helyezi el a golyókat, vagyis a vonalon helyezi el a sárga, zöld illetve barna golyókat, ez utóbbit a kékkel, a rózsaszínnel és a feketével együtt az asztal hosszanti felezővonalán. (A színes golyók helyét többnyire kis kereszt jelzi a posztón.)
A piros golyók háromszög formába rendezett csoportját úgy kell elhelyezni, hogy a háromszög csúcspontjában található golyó a rózsaszín golyóhoz érintkezés nélkül a lehető legközelebb kerüljön.

### A játék menete
A játék során pontokat lehet gyűjteni a golyók lyukba lökése („eltevés”), illetve az ellenfél hibája által. A frame-et az nyeri, aki több pontot gyűjt. Mérkőzéseket általában több frame-re szoktak játszani, és akinek többet sikerül nyernie, az nyeri a páros mérkőzést.
A kezdés jogát pénzfeldobással döntik el, majd a frame-eket ezek után felváltva kezdik a versenyzők.
Az első lökést úgy kell elvégezni, hogy a kezdőjátékos a D-mezőben helyezi el a fehér golyót, és onnan kell a fehérrel eltalálnia egy pirosat.
A játék során először egy piros golyót kell a lyukba juttatni. Ha ez valamelyik játékosnak sikerült, akkor kezdődik egy „break”, ami egészen addig tart, amíg megfelelő golyót juttat a játékos lyukba. (A break értéke az a szám, ahány pontot szerez a break alatt a játékos.) Egy játékosnak egészen addig van joga az asztalnál maradni és újabb golyót megkísérelni eltenni, amíg előzőleg a szabályoknak megfelelően juttatott golyót a lyukba.
Minden break-et piros golyó elrakásával kell kezdeni mindaddig, amíg van piros golyó az asztalon.
Piros golyó elrakása után a játékosnak meg kell neveznie egy színes golyót (ezt sokszor a nyilvánvaló célzás miatt ténylegesen nem kell kimondani). Ezt a színes golyót kell eltenni. Ha ez sikerül, akkor a színes golyót visszateszik a helyére, és újra piros golyó következik. Amíg ez sikerül, addig van joga a játékosnak az asztalnál maradni. A break befejezése után a másik játékos jön.
A frame végén már elfogynak a piros golyók. Az utolsó piros után még egy színeset kell eltenni, ami után, ha sikerült, még visszakerül a színes golyó a helyére. Ezek után a pontértéküknek megfelelő sorrendben kell elrakni a színes golyókat, amiket ilyenkor a bíró már nem helyez vissza az asztalra. A színeseket tehát sárga, zöld, barna, kék, rózsaszín, fekete sorrendben kell lyukba juttatni. A játék véget érhet úgy, hogy elteszik az összes golyót, de úgy is, hogy a felek megállapodnak, hogy ki a győztes. Ez utóbbira akkor kerülhet sor, ha az egyik félnek már nagyon nagy az előnye, az asztalon lévő golyók kevesek a hátrány ledolgozásához, és hibákat is el kellene követnie a másiknak, hogy az állás megforduljon.
Black Ball Game-nek nevezik azt a játékot, amikor már csak a fekete van az asztalon, és a két játékos között 7 pontnál kisebb pontkülönbség van.
Nagyon ritkán előfordul, hogy az utolsó fekete eltevése után egyenlő a pontállás. Ilyenkor a mérkőzésvezető felteszi a feketét a helyére, és a fehéret a D-mezőből indítva kell folytatni a játékot. Aki ezek után elrakja a feketét, az nyeri a frame-et. Ha a játékos a fehéret teszi el, akkor a másik játékos nyeri a frame-et. A másodjára elrakott fekete által megnyert játékot hívják „respotted black”-nek.
A break hagyományosan maximálisnak tekintett értéke 147 pont, ezt úgy tudja elérni a játékos, ha minden egyes piros golyó elrakása után a feketét választja a színes golyók közül, és sikerül is minden alkalommal lyukba juttatnia azt, majd a játék végső szakaszában a megfelelő sorrendben elrakja a hat színes golyót is. Az elméleti maximum 155 pont, ehhez az kell, hogy az ellenfél olyan hibát kövessen el, még a legelső piros elrakása előtt, amiért a játékos „free ball”-t, szabad lökést kap; azzal nyolc pontot ér el, majd teljesíti mindazon lökéseket is, amik a 147-es breakhez szükségesek. Az ilyesmi azonban rendkívül ritka.

### Hibák
- Egyetlen golyót sem talál el a fehér golyó.
- A játékos a dákóval hozzáér egy piros vagy egy színes golyóhoz.
- A játékos valamelyik testrészével vagy a ruhájával, illetve valamelyik segédeszközzel hozzáér valamelyik golyóhoz.
- Színes golyót rak el a játékos, amikor piros következik, pirosat rak el, amikor színes következik, illetve nem a megnevezett vagy soron következő színes golyót rakja el. (Ha piros golyó van soron és egyszerre több piros is esik, az nem számít hibának. Ha színes golyó van soron és esik a megfelelő színes, de más is, akkor az hiba.)
- Lyukba esik a fehér golyó.
- Valamelyik golyó leesik az asztalról.
- Tolás, vagyis a dákóval nem csak egy pillanatra ér a fehér golyóhoz, hanem hosszabban, aminek következtében tolja a dákó a fehér golyót.
- Ugratás, vagyis a fehér golyónak olyan meglökése, hogy az átugrik egy nem kívánt, a fehér és a célgolyó közti golyót. (Azaz ha találat előtt megugrik, de nem ugrik át semmit, az szabályos.)
- Lökéskor a játékos úgy fekszik fel az asztalra, hogy egyik lábával sem érinti a padlót.

Minden hiba legalább 4 pontot ér az ellenfélnek. Olyan esetben, amikor a kék, a rózsaszín vagy a fekete a célgolyó, vagy az a golyó, amivel a hiba történik, akkor a hiba értéke az aktuális célgolyó értéke.

### Snookerasztal
A snookerasztal mérete 3560×1780 ± 15 mm.

## Taktika
A taktika szerves részét képezik a biztonsági lökések (Safety shots), melyeknél a játékosok a golyót a szegélyhez közel próbálják helyezni. Ezután az ellenfél csak a golyó felső részét érintheti, ez az ún. forgató ütés korlátozott hatékonyságú, a golyó irányíthatósága is csökken. Ráadásul a rizikó miatt az ellenfél könnyebben követhet el hibát is. Létezik egy hasonló, a szakzsargonban kínai snookernek nevezett konstelláció is, melynél egy golyó nem az igazi snooker esetén megszokott módon blokkolja a lökőgolyó útját, hanem odaragad a lökőgolyó másik oldalához, ezzel ugyanúgy korlátozva a dákóval megcélozható felületet, azaz ugyanúgy korlátozva a golyó irányíthatóságát - másrészről a játékos ilyenkor szokatlan kéztartásból kényszerül a lökést elvégezni, ami szintén egy lehetséges hibaforrás.

## Nagy tornák
A legfontosabb esemény az 1927 óta megrendezett Snooker Világbajnokság. (1941 és 1945 ill. 1958 és 1963 között nem rendezték meg, ezt leszámítva évente került és kerül sor rá.) 1977 óta az eseményt a Crucible Színházban bonyolítják le, az angliai Sheffieldben. (2005-ig az esemény szponzora az Embassy volt, de mivel 2005 után Nagy-Britanniában nem szponzorálhat dohányipari cég sporteseményt, így új szponzort kellett keresni. Ennek következtében 2010-ig az eseményt a 888.com online kaszinónak kellett volna támogatnia, azonban a 2009-es eseményt már nem támogatták. Az új szponzor a Betfred.com lett, akik napjainkig szponzorálják az eseményt.)
A világbajnokságon lehet a legtöbb ranglista pontot szerezni. A most következő felsorolásban pedig a  2020-2021-es szezon ranglistaversenyeinek felsorolása jön.
Ranglistaversenyek:
- World Snooker Championship
- UK Championship
- Welsh Open
- English Open
- World Open
- European Masters
- Northern Ireland Open
- German Masters
- Scottish Open
- Gibraltar Open
- WST Pro Series 2021 9-16 Csoport Kör
- WST Pro Series
- Tour Champinship (az éves világranglista legjobb 8 versenyzője.)
- World Grand Prix  (a világranglista legjobb 32 versenyzője.)
- Players Championship (Welsh Open kialakulása után a legjobb 16-os játékosok kvalifikálhatnak.)
- Shoot-Out (minden meccs 10 percig vagy egy nyert frame-ig tart, az első  10 másodperces lökési időkorláttal.)

Ezeken kívül léteznek meghívásos versenyek is, amiért ranglistapont nem jár, viszont pénzdíj és elismerés annál inkább.
Meghívásos versenyek:
- Masters (a világranglista legjobb 16 játékosa.)
- Champion of Champions (16 rangos torna győztesének rendezett torna.)
- Championship Leauge

## Ismertebb játékosok

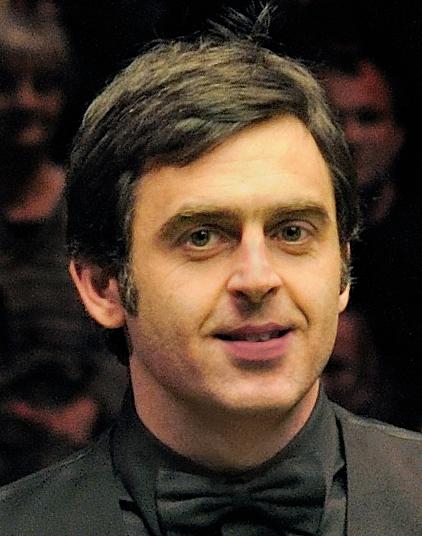
A hétszeres világbajnok Ronnie O’Sullivan, aki 2001-ben, 2004-ben, 2008-ban, 2012-ben, 2013-ban, 2020-ban és 2022-ben nyerte meg a tornát

A professzionális snooker a harmincas években, Joe Davisszel kezdődött, azóta viszonylag kevés játékos tudott igazán sikeres lenni. Közel két évtizedig egyébként ő volt a világbajnokságok tekintetében az egyeduralkodó, amelyik világbajnokságon elindult, azon veretlen maradt.
A modern éra beköszöntével általában különböző játékosok uralták az egyes évtizedeket, természetesen kisebb-nagyobb átcsúszásokkal. Ilyen volt a hatvanas években John Pulman, majd Ray Reardon, Steve Davis és Stephen Hendry. Reardon és Davis hat-hat, még Hendry hét világbajnoki címmel fejezte be a pályafutását. A 2000-es évekre lett többpólusú a snooker világa, akkorra vált meghatározóvá a sportágban többek között Ronnie O’Sullivan, John Higgins vagy Mark Williams. O'Sullivan hét, Higgins négy világbajnoki címet szerzett, és bár Williams csak hármat, számos alkalommal, hosszabb ideig ő volt az éppen aktuális világelső, emellett több pontszerző tornán is aratott győzelmet.
Számos olyan játékos van, akik valamilyen emlékezetes tulajdonsága vagy rendkívüli eredménye okán szereztek ismertséget maguknak. Ilyen Terry Griffiths vagy Shaun Murphy, a kieséses rendszerű vb-lebonyolítási rendszer óta csak ők ketten voltak arra képesek, hogy a selejtezőből indulva nyerjenek a világbajnokságon. Alex Higgins a két győzelme és akkoriban váratlan játékstílusa mellett számos botrányáról és a többi játékoshoz képest szokatlanul egészségtelen életmódja miatt maradt fenn a sportág történetében. Az angol Jimmy White nevéhez fűződik az, hogy hatszor is be tudott jutni a világbajnokság döntőjébe, azonban egyszer sem sikerült azt megnyernie.
Ronnie O’Sullivan 2013-as címvédése előtt Hendry volt képes hasonlóra, amikor 1996-ban hétből a hatodik címét nyerte, amely egyébként zsinórban az ötödik győzelme volt.

## Variációi
- A Power Snooker sok szabályban eltér az eredeti snookertől, többek között időre játsszák a mérkőzést, lökésidő is van, és a pontozása is eltérő. A játékban a megszerzett pontok száma számít, a frame-eket nem számolják.[12]
- A hatpirosos sznúker annyiban különbözik a hagyományostól, hogy csak hat darab piros golyó van az asztalon.